# De slangenbezweerster
De slangenbezweerster (Frans: La Charmeuse de serpents) is een schilderij van Henri Rousseau uit 1907. Het is gemaakt op verzoek van Berthe, gravin van Delaunay, de moeder van de artiest Robert Delaunay.
Het doek werd voor het eerst geëxposeerd op de 5e Salon d'automne in Parijs, in 1907. Het hangt nu in het Musée d'Orsay in Parijs.

## Beschrijving
Het doek toont een naakte vrouw die op een fluit speelt met slangen om zich heen, in het maanlicht. Men ziet eigenlijk alleen haar silhouet en haar ogen. Ze staat in een oerwoud aan de rand van een meer.
Kenmerkend zijn onder meer de asymmetrische compositie, de kleuren en de naïeve schilderstijl. Met zijn onwezenlijke sfeer loopt het doek vooruit op het surrealisme.